# Black Cat
Black Cat (Felicia Hardy) er en fiktiv figur, som hører til i Spider-Man verdenen. Er en Marvel Comics anti-helt, som både har været fjende og ex-kæreste til Spider-Man. Skabt af writeren Marv Wolfman og tegneren Keith Pollard. Hun havde sin første optræden i The Amazing Spider-Man #194 (juli 1979). Black er en dygtig (og omdannet) katte-tyv, som en gang i mellem har tilbøjelighed til at være en ægte superhelt og en eventyrer. Hun er en af Spider-Mans få let-påklædte kærlighedsemner.

## Publiseringshistorie
I 1979 kiggede Mark Wolfman efter en ny kvindelige fjende, hvis eneste formål var at tilintetgøre Spider-Woman. Han besluttede at tage udgangspunkt i Tex Averys tegneserie "Bad Luck Blackie" i hvilken en sort kat bringer uheld til alle dem i en umiddelbar nærhed af hende. Black Cats kostume er designet af Dave Cockrum.
Da Wolfman skiftede sine skriveoverdragelser med Marvel Comics til Amazing Spider-Man, tog hans nye figur med ham.